# هيرمان بيتر دي بوير
هيرمان بيتر دي بوير (بالهولندية: Herman Pieter de Boer)‏ هو صحفي وكاتب أغاني وكاتب ومؤلف وشاعر هولندي، ولد في 9 فبراير 1928 في روتردام في هولندا، وتوفي في 2014 في آيندهوفن في هولندا بسبب مرض.

## وصلات خارجية
- هيرمان بيتر دي بوير على موقع IMDb (الإنجليزية)
- هيرمان بيتر دي بوير على موقع ميوزك برينز (الإنجليزية)
- هيرمان بيتر دي بوير على موقع ديسكوغز (الإنجليزية)
- هيرمان بيتر دي بوير على موقع ديسكوغز (الإنجليزية)